# Foxy Brown (film)
(Foxy Brown a un gruppo di Pantere Nere)
Foxy Brown è un film del 1974, diretto da Jack Hill.
È considerato dai critici cinematografici uno dei primi film di blaxploitation che ritrae una donna afroamericana forte e indipendente. Inoltre, Foxy Brown e i precedenti Coffy e Cleopatra Jones sono i film che hanno posto per quasi la prima volta nella storia del cinema come nemici i "papponi" e gli spacciatori. Prima di questi film, la blaxploitation aveva una certa "simpatia" per questi personaggi.
Jack Hill, uno dei maggiori esponenti della blaxploitation, è un regista bianco, al contrario della maggior parte di altri registi del genere.

## Trama
Foxy Brown è una ragazza afroamericana, fidanzata con Dalton Ford, un agente di polizia infiltrato, che a seguito di un'operazione fallita viene ferito e creduto morto. In ospedale gli fanno una plastica facciale e quando esce ha un nuovo volto e un nuovo nome, Michael Anderson.
Il fratello di Foxy, Link, è un teppista con manie di grandezza e per questo sempre nei guai. Telefona a Foxy che accorre in suo aiuto e neutralizza due malviventi che lo volevano uccidere.
La nuova vita di Michael Anderson, tuttavia, non dura molto. L'uomo infatti viene colpito a morte dagli stessi uomini che avevano fallito la prima volta. Michael Anderson muore tra le braccia di Foxy, dopo che Link lo ha riconosciuto e ha rivelato la cosa alla banda.
Foxy va da Link infuriata e si fa dire il nome del capo della banda, Katherine Wall, una donna che tira le fila di un giro di prostitute di lusso, per soli giudici e avvocati, oltre che regina dello spaccio di droga.
Foxy arriva alla villa della donna, e con il nome Misty Cotton fa credere di essere una prostituta e di voler lavorare per lei. Katherine la manda insieme a un'altra ragazza da un gruppo di giudici che devono decidere la sorte di un gruppo di suoi spacciatori, per cui se le due ragazze saranno carine con i giudici, loro non condanneranno gli spacciatori. Ma Foxy induce l'altra ragazza a ridicolizzare un giudice, che il giorno dopo condanna gli spacciatori e fa saltare il piano.
Venuta a sapere della condanna, Katherine incarica i suoi uomini di prendere le ragazze, che vengono raggiunte. Foxy si difende fino a quando due uomini iniziano a picchiarla e la bloccano, mentre l'altra ragazza riesce a scappare. Portata da Katherine, Foxy viene riconosciuta come la donna di Anderson. Katherine ordina di drogarla e portarla in un ranch, abitato da due uomini bianchi maniaci e violenti. Nel ranch Foxy tenta la fuga, ma viene bloccata e legata al letto. Dopo aver subito ogni sorta di violenza, riesce a catturare con la bocca una lametta da barba posizionata su un tavolino accanto al letto e taglia le corde che la legano, quindi riesce a dar fuoco al ranch, ad uccidere i due suoi aguzzini, e a fuggire.
Foxy va da un gruppo di Pantere Nere per ottenere aiuto: dopo una breve discussione, il gruppo accetta. Foxy concupisce così Hays, il pilota di un aereo da turismo che deve consegnare una partita di droga a Katherine. Sale con lui sull'aereo e mentre questi è impegnato a contare i soldi lo fa schiantare contro il capannone dove sono riuniti gli altri malviventi, mentre le Pantere Nere completano il lavoro, evirando l'uomo di Katherine.
Foxy va quindi da Katherine, e gli porge un contenitore con dentro i testicoli del suo uomo, quindi prende una pistola nascosta tra i capelli e uccide i killer. Ferisce Katherine ma la lascia in vita, perché ricordi per sempre ciò che è accaduto al suo uomo.

## Produzione
Secondo il regista, il film doveva essere all'inizio il sequel di Coffy, sempre interpretato da Pam Grier e diretto da Hill: il titolo doveva essere Burn, Coffy, Burn!. Nonostante ciò, l'American-International Pictures decise all'ultimo minuto di non voler realizzare un sequel, anche se Coffy era stato un gran successo. Questo è anche il motivo per cui nella pellicola non si capisce mai che lavoro svolga Foxy Brown prima di associarsi alle prostitute di Katherine Wall: in Coffy, la protagonista era un'infermiera, ma dato che il film non doveva più essere un sequel, i produttori decisero di non dare a Foxy Brown quel mestiere e, non avendo il tempo di riscrivere il copione, decisero di non farlo capire.

## Colonna sonora
Le canzoni presenti nel film vennero scritte e condotte da Willie Hutch, e la colonna sonora venne messa in commercio dalla Motown Records nel 1975.

## Influenze
Foxy Brown è uno dei film di blaxploitation più influenti. Il personaggio di Pam Grier è spesso considerato l'archetipo femminile del genere. Il film influenzò o fu menzionato in molti altri film, tra cui:
- Girl 6 - Sesso in linea di Spike Lee (1996)
- Jackie Brown di Quentin Tarantino (1997)
- Leggende metropolitane di Jamie Blanks (1998)
- Urban Legend Final Cut di John Ottman (2000)
- Bones di Ernest R. Dickerson (2001)
- Undercover Brother di Malcolm D. Lee (2002)
- Austin Powers in Goldmember di Jay Roach (2002)
- House of the Dead di Uwe Boll (2003)

Quentin Tarantino, estimatore dei film di blaxploitation, nella sua pellicola Jackie Brown tratta dal libro di Elmore Leonard Punch al rum (Rum Punch), ha cambiato il nome della protagonista da Jackie Burke, come nel romanzo, a Jackie Brown nel film, per fare combaciare il cognome di Jackie con quello del personaggio del vecchio film.
Esiste inoltre una locandina di Jackie Brown identica a quella di Foxy Brown, in cui vengono cambiati i nomi degli attori e le immagini, ma le posizioni e lo slogan sono gli stessi di Foxy Brown.

## Slogan promozionali
- «Don't mess aroun' with Foxy Brown»
«Non cercare di fottere Foxy Brown»;
- «She's brown sugar and spice but if you don't treat her nice she'll put you on ice!»
«È come lo zucchero di canna, ma se non la tratti bene diventerà un ghiaccio!»;
- «A chick with drive who don't take no jive!»
«Una ragazza con classe che non va presa per fessa!»;
- «Don't mess aroun' with Foxy Brown Don't mess aroun' with Foxy Brown - She's the meanest chick in town!»
«Non cercare di fottere Foxy Brown, non cercare di fotterla - È la più determinata della città».